# Glicério (Macaé)
Glicério é o 4º distrito de Macaé. Está a 50 km de distância do centro da cidade e está localizado na Região Serrana do município.
O lugar é famoso por suas corredeiras, procuradas para a prática da canoagem. Por ter muita "natureza"
também atrai turistas que vão em busca de paz e tranqüilidade.

## Eventos
Durante o ano são realizados diversos eventos. Os mais famosos são: 
- O Carnaval, que conta com blocos que saem do Óleo junto com bois de pano e bonecos. E ainda shows de axé e outros ritmos em um palco na praça principal.

- Festa em homenagem ao padroeiro Santo Antônio, realizada no mês de junho, conta com shows de artistas locais e até artistas nacionalmente conhecidos, possui barraquinhas com comidas, peças de roupa, bebidas, etc. e durante seus 3 dias de realização atrai turistas de distritos vizinhos, da cidade de Macaé e até de outros municípios.

- A Prefeitura também realiza alguns eventos musicais durante alguns finais de semana, como o Projeto Som na Serra.

- Desde 2003 o distrito também conta com uma festa de Réveillon com shows e fogos de artifícios.